# Emi Nakajima
Emi Nakajim (jap. 中島 依美, Nakajima Emi; * 27. September 1990 in Yasu) ist eine japanische Fußballspielerin.

## Karriere

### Verein
Sie begann ihre Karriere bei INAC Kōbe Leonessa. Sie trug 2011, 2012 und 2013 zum Gewinn der Nihon Joshi Soccer League bei.

### Nationalmannschaft
Mit der japanischen U-20-Nationalmannschaft qualifizierte sie sich für die U-20-Weltmeisterschaft der Frauen 2010.
Im Jahr 2011 debütierte Nakajima für die japanische Nationalmannschaft. Sie wurde in den Kader der Asienmeisterschaft der Frauen 2014, 2018, Asienspiele 2014 und 2018 berufen. Insgesamt bestritt sie 65 Länderspiele für Japan.

## Errungene Titel

### Mit der Nationalmannschaft
- Asienmeisterschaft: 2014, 2018
- Asienspielen: 2018

### Mit Vereinen
- Nihon Joshi Soccer League: 2011, 2012, 2013

### Persönliche Auszeichnungen
- Nihon Joshi Soccer League Best XI: 2013, 2017